# Юнион (округ, Огайо)
Округ Юнион (англ. Union County) располагается в США, штате Огайо. По состоянию на 2010 год, численность населения составляла 52 300 человек. Был основан 1 апреля 1820 года.

## География
По данным Бюро переписи США, общая площадь округа равняется 1 131 км², из которых 1 118 км² суша и 13 км² или 1,18 % это водоёмы.

## Население
По данным переписи населения 2000 года в округе проживает 40 909 жителей в составе 14 346 домашних хозяйств и 10 888 семей. Плотность населения составляет 36,00 человек на км2. На территории округа насчитывается 15 217 жилых строений, при плотности застройки около 13-ти строений на км2. Расовый состав населения: белые — 95,25 %, афроамериканцы — 2,81 %, коренные американцы (индейцы) — 0,18 %, азиаты — 0,54 %, гавайцы — 0,02 %, представители других рас — 0,22 %, представители двух или более рас — 0,98 %. Испаноязычные составляли 0,76 % населения независимо от расы.
В составе 38,50 % из общего числа домашних хозяйств проживают дети в возрасте до 18 лет, 64,40 % домашних хозяйств представляют собой супружеские пары проживающие вместе, 8,00 % домашних хозяйств представляют собой одиноких женщин без супруга, 24,10 % домашних хозяйств не имеют отношения к семьям, 19,90 % домашних хозяйств состоят из одного человека, 7,30 % домашних хозяйств состоят из престарелых (65 лет и старше), проживающих в одиночестве. Средний размер домашнего хозяйства составляет 2,70 человека, и средний размер семьи 3,11 человека.
Возрастной состав округа: 27,60 % моложе 18 лет, 7,50 % от 18 до 24, 34,00 % от 25 до 44, 21,20 % от 45 до 64 и 21,20 % от 65 и старше. Средний возраст жителя округа 34 лет. На каждые 100 женщин приходится 91,50 мужчин. На каждые 100 женщин старше 18 лет приходится 85,80 мужчин.
Средний доход на домохозяйство в округе составлял 51 743 USD, на семью — 58 384 USD. Среднестатистический заработок мужчины был 40 910 USD против 27 405 USD для женщины. Доход на душу населения составлял 20 577 USD. Около 3,60 % семей и 4,60 % общего населения находились ниже черты бедности, в том числе — 4,30 % молодежи (тех, кому ещё не исполнилось 18 лет) и 7,80 % тех, кому было уже больше 65 лет.